# Kostroma (stad)
Kostroma (Russisch: Кострома) is een historische stad in Rusland en het bestuurlijk centrum van de oblast Kostroma. De stad ligt in de Gouden Ring op 330 kilometer ten noordoosten van Moskou en 65 kilometer ten oosten van Jaroslavl. Kostroma ligt aan samenloop van de rivieren Wolga en Kostroma in het Laagland van Kostroma.

## Geschiedenis
Kostroma ontstond mogelijk in 1152 door toedoen van Joeri Dolgoroeki (George I van Rusland), maar wordt voor het eerst genoemd in een kroniek uit 1213. Net als andere steden van het Kievse Rijk werd ook Kostroma geplunderd door de Mongolen in 1238. Kostroma was toen een vorstendom onder leiding van Vasili de Dronkaard, een jongere broer van de beroemde Alexander Nevski. Nadat hij de titel van grootvorst had aangenomen in 1271, trok hij niet naar Vladimir en hij en zijn nakomelingen regeerden Kostroma voor nog ongeveer een halve eeuw, alvorens de stad werd gekocht door Ivan I van Moskovië.
Kostroma was een van de noordelijkste steden van Moskovië en diende als zodanig als een plek waar de grootvorsten zich terugtrokken als hun vijanden Moskou weer eens belegerden (in 1382, 1408 en 1433). In 1375 werd de stad geplunderd door de oesjkoejnikpiraten uit Veliki Novgorod en zo zwaar verwoest (tot de grond afgebrand) dat de stad moest worden verplaatst. De stad werd ook regelmatig verwoest door deze piraten, Pools-Litouwse troepen en Wolga-Tataren. In de 16e eeuw maakte de stad een spectaculaire groei door, die kan worden toegeschreven aan de vestiging van handelsrelaties met Hollandse en Engelse handelaren (van de Muscovy Company) door de noordelijke haven Archangelsk. Boris Godoenov liet hier het Ipatjev-klooster en Driekoningenkloosters herbouwen van steen. De bouwwerkzaamheden waren nog maar net beëindigd, toen de Tijd der Troebelen aanbrak.
De Romanovtsaren beschouwden Kostroma als hun speciale protectoraat. Het Ipatievklooster werd begin 14e eeuw gegrondvest door een voorouder van Godoenov en werd door velen van de Romanovfamilie bezocht, inclusief de laatste tsaar Nikolaas II. In 1652 lieten de Romanovs de Drie-eenheidskathedraal herbouwen, waarvan de fresco's en iconen als zeer prachtig worden beschouwd. In het klooster bevindt zich nog altijd het houten huis van Michaël Romanov, de eerste Romanovtsaar, die in dit klooster werd gekroond. Er bevinden zich ook verschillende oude houten bouwwerken, die uit verschillende delen van oblast Kostroma naar de muren van het klooster zijn bijeengebracht.
In 1773 werd Kostroma verwoest door een grote brand. Nadien werd de stad herbouwd, waarbij de straten uiteenlopen vanaf een punt bij de rivier. Volgens een legende zou keizerin Catharina de Grote haar waaier op de kaart hebben laten vallen, waarna ze de architecten opdracht gaf om haar ontwerp uit te voeren. Kostroma wordt gezien als een van de best bewaard gebleven voorbeelden van 18e-eeuwse stadsplanning en heeft een aantal gebouwen in de zogenaamde "provinciale neoclassicistische" stijl. Hieronder vallen een paleis van de gouverneur, een brandtoren, een rotonde aan de oever van de Wolga en een Gostiny Dvor (centrale markt met zuilengalerij) en een kerk van de handelaren in het midden.
In de 17e en 18e eeuw werd Kostroma een belangrijk centrum voor de textiel en het grootste centrum van Rusland voor kleren, gemaakt uit vlas. In 1719 werd de stad onderdeel van gouvernement Moskou en in 1778 werd het een provinciestad. In 1796 werd Kostroma het bestuurlijk centrum van de namestnitsjestvo Kostroma. In 1929 werd het gouvernement Kostroma opgeheven, waarna de stad achtereenvolgens onderdeel werd van oblast Ivanovo en oblast Jaroslavl. In 1944 werd Kostroma uiteindelijk het bestuurlijk centrum van oblast Kostroma.

## Demografie
| 1897   | 1926   | 1939    | 1959    | 1970    | 1979    | 1989    | 2002    |
| ------ | ------ | ------- | ------- | ------- | ------- | ------- | ------- |
| 41.000 | 72.300 | 121.000 | 172.000 | 223.000 | 254.700 | 278.414 | 278.750 |

## Partnersteden
- Durham (Verenigd Koninkrijk)
- Durham (Verenigde Staten)
- Toyama (Japan)

## Geboren
- Jelizaveta Dementjeva (1928-2022), kanovaarster
- Aleksandr Goloebev (1972), langebaanschaatser
- Ivan Vasiljev (1984), Russisch triatleet

Aleksandrov · Bogoljoebovo · Gorochovets · Goes-Chroestalny · Ivanovo · Jaroslavl · Joerjev-Polski · Kaljazin · Kideksja · Kostroma · Moerom · Moskou · Oeglitsj · Palech · Pereslavl-Zalesski · Pljos · Rostov · Rybinsk · Sergiev Posad · Soezdal · Toetajev · Vladimir